# ايوان كروفورد
ايوان كروفورد (بالإنجليزية: Ewan Crawford)‏ هو كاتب عدل ‏ وقاضي أسترالي، ولد في 8 أبريل 1941 في لاونسستون في أستراليا.